# Vargön
Vargön – miejscowość (tätort) w Szwecji, w regionie administracyjnym (län) Västra Götaland, w gminie Vänersborg.
Według danych Szwedzkiego Urzędu Statystycznego liczba ludności wyniosła: 4981 (31 grudnia 2015), 5041 (31 grudnia 2018) i 4999 (31 grudnia 2019).